# Spilosoma rothschildi
Spilosoma rothschildi är en fjärilsart som beskrevs av Walter Karl Johann Roepke 1946. Spilosoma rothschildi ingår i släktet Spilosoma och familjen björnspinnare. Inga underarter finns listade i Catalogue of Life.